# Pereda (Oviedo)
Pereda es una aldea y una parroquia del municipio de Oviedo, Asturias (España).
En sus 4,46 km² habitan un total de 201 habitantes (INE 2005) e incluye a las siguientes entidades de población: Cagigal, Casielles, El Condado, Lusiella, Llamaoscura, El Molino, Pereda, San Miguel, Las Segadas y Villar. 
Tiene una iglesia parroquial de estilo románico-bizantino.

## Demografía

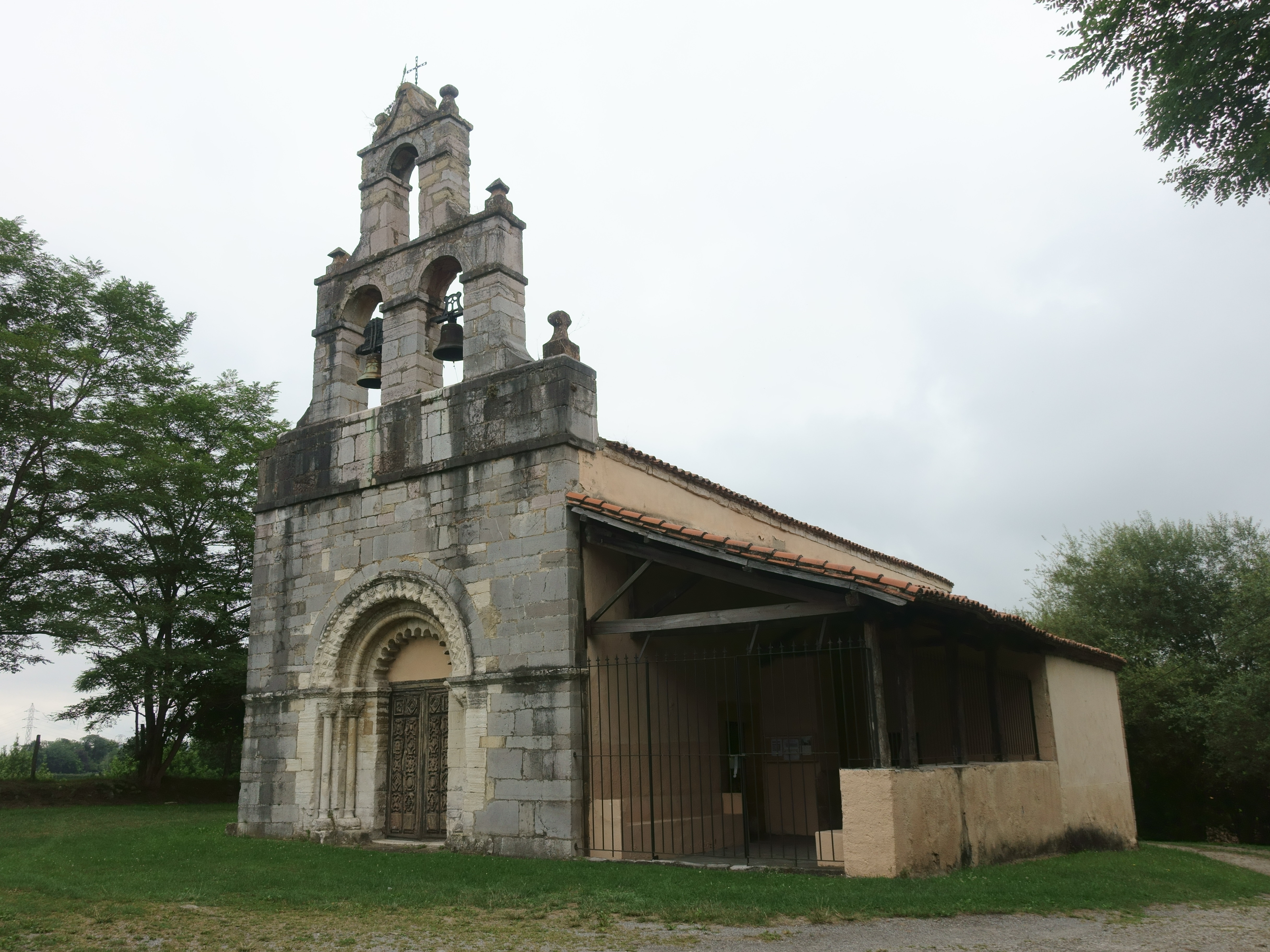
Iglesia de San Martín

| Año       | 2000 | 2001 | 2002 | 2003 | 2004 | 2005 |
| Población | 233  | 222  | 221  | 206  | 199  | 201  |